# Domenico Jacobini
 Domenico Maria Jacobini (ur. 3 września 1837,  zm. 1 lutego 1900) – włoski duchowny rzymskokatolicki, tytularny arcybiskup Tyru (1881-1896). Pełnił kolejno funkcje: probibliotekarza Biblioteki Watykańskiej (1880-1882), sekretarza Świętej Kongregacji Rozkrzewiania Wiary (1882-1891), nuncjusza apostolskiego w Portugalii (1891-1896). Kreowany kardynałem  na konsystorzu w 1896. Kardynał kamerling Świętego Kolegium Kardynalskiego (1897-1898), wikariusz generalny Rzymu (1899-1900).